# مايكل رايزيغير
مايكل جون رايزيغير (بالهولندية: Michael Reiziger)‏، من مواليد 3 مايو 1973 في أمستردام بهولندا، لاعب كرة قدم هولندي ويلعب لنادي بي أس في آيندهوفن.
بدأ رايزيغر مسيرته الكروية مع نادي أياكس أمستردام في عام 1990، ولعب خلال هذه الفترة ولمدة قصيرة مع ناديين هولنديين هما نادي فوليندام ونادي غرونينغين، ولعب مع نادي أياكس أمستردام حتى عام 1996، وجقق معه لقب دوري أبطال أوروبا 1995 بعد أن تغلب على نادي إيه سي ميلان، وفي عام 1996 انتقل إلى نادي إيه سي ميلان، ولكنه لم ينجح مع إيه سي ميلان، فانتقل إلى نادي برشلونة الإسباني في عام 1997، فاز مع نادي برشلونة في لقب الدوري الإسباني مرتين وكأس ملك إسبانيا مرة واحدة.
و في عام 2004 انتقل إلى نادي ميدلزبرة الإنجليزي، وفي 31 أغسطس 2005 عاد إلى هولندا ويلعب حاليا مع نادي بي أس في آيندهوفن. لديه 5 القاب دوري ابطال أوروبا
و لعب رايزيغير مع منتخب هولندا لكرة القدم 72 مباراة دولية وسجل فيها هدف واحد، وشارك في كأس الأمم الأوروبية في عام 1996 و2000 و2004 وكأس العالم في عام 1998.

## مسيرته الكروية
لعب مايكل رايزيغير خلال مسيرته الاحترافية مع 7 أندية في تسعة عشر موسمًا وسجل خلالها 11 هدفًا ضمن 336 مباراة. حيث فاز في موسمين بالكأس وفي ستة مواسم بالدوري.
خاض مايكل رايزيغير مسيرته مع نادي أياكس أمستردام في موسم 1990–91 في المرة الأولى واستمر معه طيلة ثلاثة مواسم ثم في موسم 1994–95 ولمدة موسمين، مشاركًا طوالها في 63 مباراة سجل خلالها هدفًا واحدًا. ثم انتقل إلى نادي فولندام في موسم 1992–93 لمدة موسم واحد، حيث شارك في 10 مباريات سجل خلالها هدفين. لينتقل بعدها إلى نادي غرونينغن في موسم 1993–94 لمدة موسم واحد، مشاركًا في 34 مباراة سجل خلالها 6 أهداف. ثم انتقل إلى نادي إيه سي ميلان في موسم 1996–97 لمدة موسم واحد، مشاركًا في 10 مباريات ولم يسجل أي هدف. هذا وانتقل لاحقًا إلى نادي برشلونة في موسم 1997–98 ليلعب معه سبعة مواسم، مشاركًا في 173 مباراة ولم يسجل أي هدف أيضًا. ثم انتقل بعدها إلى نادي ميدلزبره في موسم 2004–05 ولمدة موسمين، مشاركًا في 22 مباراة سجل خلالها هدفًا واحدًا. ليعود وينتقل من جديد، لكن هذه المرة إلى نادي آيندهوفن في موسم 2005–06 ولمدة موسمين، مشاركًا في 24 مباراة سجل خلالها هدفًا واحدًا أيضًا.

## روابط خارجية
- مايكل رايزيغير على موقع الاتحاد الدولي (مؤرشف)  (الإنجليزية)
- مايكل رايزيغير على موقع الاتحاد الأوربي (الإنجليزية)
- مايكل رايزيغير على موقع قاعدة بيانات كرة القدم.إي يو (الإنجليزية)
- مايكل رايزيغير على موقع بيانات كرة القدم. دي إي (الألمانية)
- مايكل رايزيغير على موقع ناشيونال فوتبول تيمز (الإنجليزية)
- مايكل رايزيغير على موقع Soccerbase.com (لاعب) (الإنجليزية)
- مايكل رايزيغير على موقع عالم كرة القدم.نت (الإنجليزية)
- مايكل رايزيغير على موقع كووورة